# Chiến tranh giành độc lập México
Chiến tranh giành độc lập Mexico (tiếng Tây Ban Nha: Guerra de Independencia de México) là một cuộc xung đột vũ trang và một quá trình chính trị, kéo dài từ năm 1808 đến năm 1821, dẫn đến việc Mexico độc lập tách khỏi Tây Ban Nha. Qúa trình này không phải là một sự kiện đơn lẻ, mạch lạc mà là các cuộc đấu tranh địa phương và khu vực diễn ra trong cùng một khoảng thời gian, và có thể được coi là một cuộc nội chiến mang tính cách mạng. Độc lập không phải là một kết quả tất yếu, nhưng bản thân các sự kiện ở Tây Ban Nha đã tác động trực tiếp đến sự bùng nổ của cuộc nổi dậy vũ trang vào năm 1810 và diễn biến của nó cho đến năm 1821. Cuộc xâm lược Tây Ban Nha của Napoléon Bonaparte năm 1808 đã gây ra cuộc khủng hoảng về tính hợp pháp của quyền cai trị, vì ông đã đặt anh trai Joseph lên ngai vàng Tây Ban Nha sau khi buộc vua Tây Ban Nha Charles IV phải thoái vị. Ở Tây Ban Nha và nhiều thuộc địa ở nước ngoài, phản ứng của chính quyền địa phương là thiết lập các quân đội cai trị nhân danh chế độ quân chủ Bourbon. Các đại biểu ở Tây Ban Nha và các vùng lãnh thổ hải ngoại đã gặp nhau tại Cádiz, Tây Ban Nha, vẫn nằm dưới sự kiểm soát của Tây Ban Nha, với tư cách là Cortes của Cádiz, tại đó họ đã soạn thảo Hiến pháp Tây Ban Nha năm 1812. Hiến pháp đó đã tìm cách tạo ra một khuôn khổ quản lý mới trong trường hợp không có quốc vương Tây Ban Nha hợp pháp. Nó đã cố gắng đáp ứng nguyện vọng của những người Tây Ban Nha sinh ra tại Mỹ về quyền kiểm soát địa phương nhiều hơn và vị thế bình đẳng với những người Tây Ban Nha sinh ra ở Bán đảo. Tiến trình chính trị này đã có những tác động sâu rộng ở Tân Tây Ban Nha, trong suốt thời kỳ độc lập và thời gian sau đó.
Vào tháng 9 năm 1808 những người Tây Ban Nha sinh ra ở bán đảo ở Tân Tây Ban Nha đã lật đổ sự cai trị của Phó vương José de Iturrigaray (1803–08), người đã được bổ nhiệm trước khi Pháp xâm lược nước này. Năm 1810, một số người Tây Ban Nha gốc Mỹ ủng hộ nền độc lập bắt đầu âm mưu một cuộc nổi dậy chống lại sự thống trị của Tây Ban Nha. Nó xảy ra khi linh mục quản xứ của làng Dolores, Miguel Hidalgo y Costilla, ban hành Lời kêu gọi của Dolores vào ngày 16 tháng 9 năm 1810. Cuộc nổi dậy Hidalgo đã khởi động một cuộc nổi dậy vũ trang giành độc lập, kéo dài đến năm 1821. Chế độ thuộc địa không mong đợi quy mô và thời gian của cuộc nổi dậy, cuộc nổi dậy lan rộng từ khu vực Bajío phía bắc Thành phố Mexico đến Thái Bình Dương và Vịnh Coast. Với thất bại của Napoléon, Ferdinand VII kế vị ngai vàng của Đế chế Tây Ban Nha vào năm 1814, và ngay lập tức bãi bỏ hiến pháp và trở lại chế độ chuyên chế. Khi những người theo chủ nghĩa tự do ở Tây Ban Nha lật đổ chế độ chuyên quyền của Ferdinand VII vào năm 1820, những người bảo thủ ở Tân Tây Ban Nha coi độc lập chính trị như một cách để duy trì vị thế của họ. Những người theo chủ nghĩa bảo hoàng trước đây và những người nổi dậy cũ đã thành lập một liên minh theo Kế hoạch của Iguala và tạo ra Quân đội Ba Bảo đảm. Động lực giành độc lập của người dân đã dẫn đến sự sụp đổ của chính phủ hoàng gia ở Mexico và Hiệp ước Córdoba chấm dứt xung đột.
Phần đất liền của Tân Tây Ban Nha được gộp lại thành Đế quốc Mexico. Chế độ quân chủ Công giáo tạm thời này đã bị lật đổ và một nước cộng hòa liên bang được tuyên bố vào năm 1823 và được hệ thống hóa trong Hiến pháp năm 1824. Sau một số nỗ lực tái thẩm quyền của Tây Ban Nha, bao gồm cả cuộc thám hiểm của Isidro Barradas vào năm 1829, Tây Ban Nha dưới sự cai trị của Isabel II công nhận nền độc lập của México vào năm 1836.